# Tapinauchenius brunneus
Tapinauchenius brunneus là một loài nhện trong họ Theraphosidae.
Loài này thuộc chi Tapinauchenius. Tapinauchenius brunneus được Joachim Schmidt miêu tả năm 1995.